# Пловдивский медицинский университет
Пловдивский медицинский университет — государственное высшее учебное заведение Болгарии, основанное в 1945 году в г. Пловдиве. Расположен у подножья Молодёжного холма.

## История

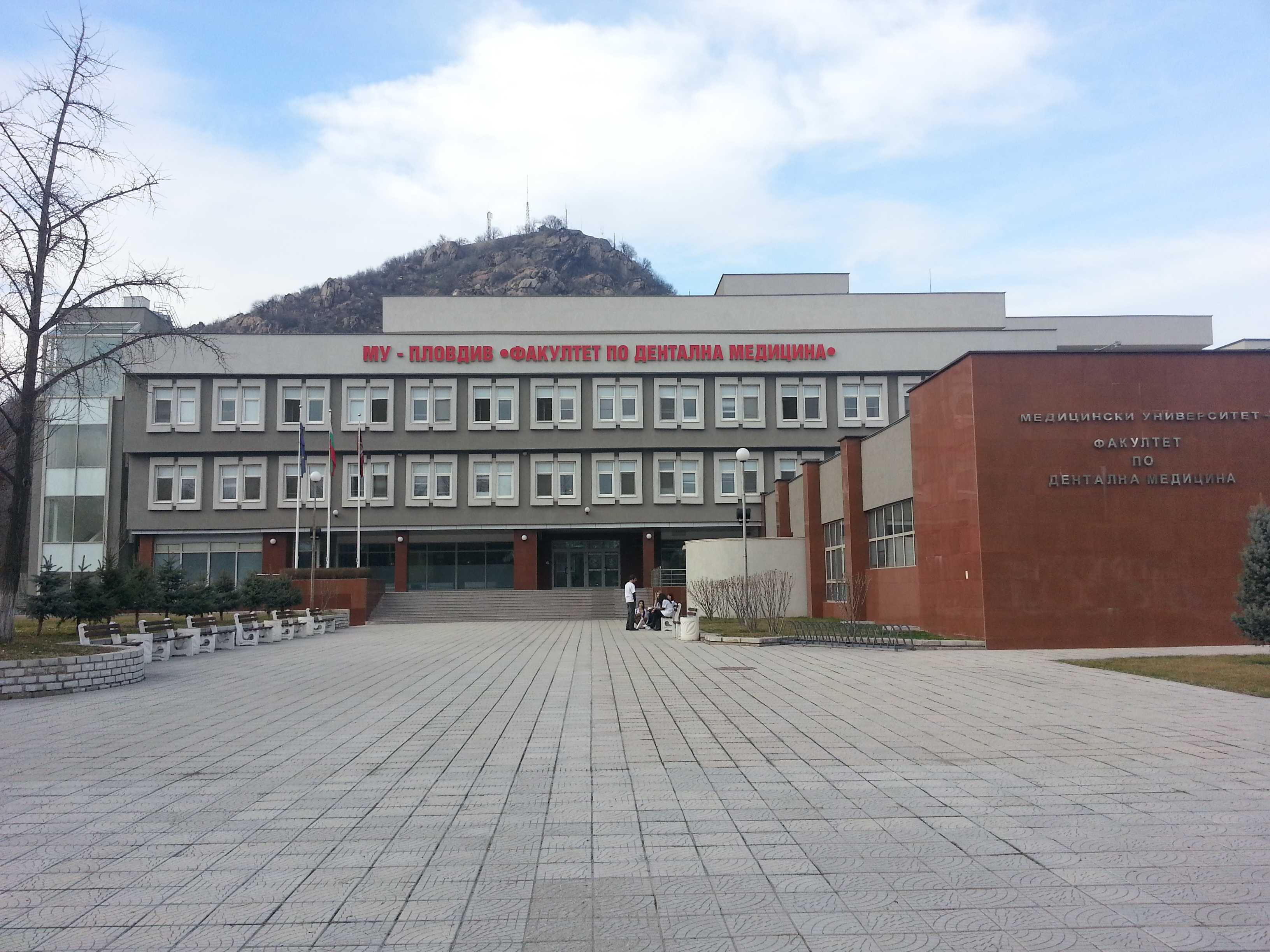

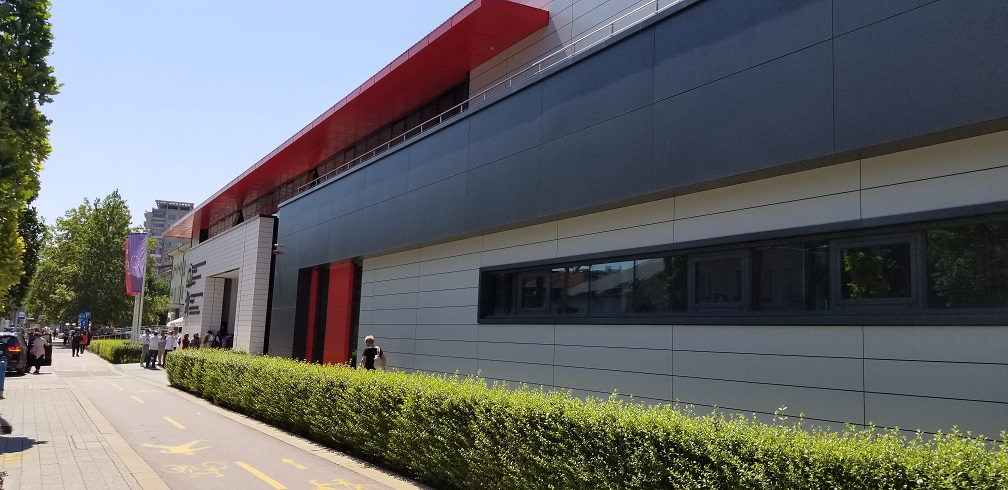

Основан как медицинский факультет Пловдивского университета. В 1950 году факультет был переименован в Медицинскую академию. В 1954 году — в Высший медицинский институт. Включён в состав Объединенной медицинской академии в 1972 году и является самостоятельным с 1990 года. Решением Национального собрания от 22 февраля 2002 года Высший медицинский институт был переименован в Медицинский университет. Был назван в честь известного русского учёного академика Ивана Павлова.
Медицинский университет Пловдива подготовил более 22 000 специалистов, в том числе студентов из 43 стран Европы, Азии, Северной Америки, Южной Америки и Африки.

## Структура
- Медицинский факультет
- Факультет стоматологической медицины
- Фармацевтический факультет
- Факультет общественного здравоохранения
- Факультет языкового и специализированного обучения (Факультет языковой подготовки)
- Медицинский колледж